# 杨旭
杨旭（1988年2月12日—），出生于辽宁大连，是一名已退役的前中国足球运动员，司职前鋒，最后效力于上海申花。

## 职业生涯

### 俱乐部
2003年，杨旭与大连毅腾俱乐部的十几个小球员被辽足买入，成为球队预备队的骨干。同年10月，15岁的杨旭第一次披上了国少队战袍，在第一场正式比赛中就打入7球。凭借在国字号中的优异表现，他开始吸引俱乐部教练组的目光。
2005年4月16日，杨旭在0-1输给上海申花的比赛中完成联赛处子秀。
2008年辽宁宏运不幸降级，在接下来的赛季不得不在中甲联赛中比赛，这也给了杨旭更多的锻炼机会。
2013年2月，杨旭转会至山东鲁能泰山。2014年7月，他被租借到长春亚泰直至赛季结束。2017年2月，杨旭转会至天津权健，随即被租借至老东家辽宁宏运。2019年11月27日，杨旭在天津天海（前身天津权健）击败大连人的比赛中梅开二度。2020年5月，天津天海宣告解散。同年7月，杨旭加盟上海申花（时称上海绿地申花）。
杨旭在上海申花长时间状态不佳，因为队中外援占据主力的关系更是很难获得出场机会，因此在联赛中连续两年没有获得进球（仅在足协杯中打进过点球），2022年6月8日，杨旭在对阵上海海港的同城德比中打进一球，这是他在该俱乐部的首粒联赛进球。

### 国家队
2009年9月，杨旭首次入选中国国家队，并在9月9日和塞内加尔的比赛第一次代表国家队上场，但这场比赛没有被FIFA收录。他第一次代表国家队参加国际 A 级比赛是在9月30日4-1击败博茨瓦纳的比赛中替补曲波上场。2010年1月17日在客场对越南的比赛中打入首粒国家队进球，帮助中国队2-1击败对手。
杨旭最后一次代表中国国家队出场是在2019年11月14日，对阵叙利亚国家队。

## 国家队进球
- 后边无表示非国际A级比赛进球

| 时间           | 地点 | 对手     | 比分 | 赛事                        | 进球(累计) |
| -------------- | ---- | -------- | ---- | --------------------------- | ---------- |
| 2010年1月17日  | 河內 | 越南     | 2-1  | 亞洲盃預選賽                | 1(1)       |
| 2010年11月17日 | 昆明 | 拉脫維亞 | 1-0  | 友谊赛                      | 1(2)       |
| 2010年12月18日 | 珠海 | 爱沙尼亚 | 3-0  | 友谊赛                      | 1(3)       |
| 2011年3月29日  | 武汉 |          | 3-0  | 友谊赛                      | 2(5)       |
| 2011年7月23日  | 昆明 |          | 7-2  | 2014年世界杯外围赛 (亚足联) | 3(8)       |
| 2011年7月28日  | 万象 |          | 6-1  | 2014年世界杯外围赛 (亚足联) | 1(9)       |
| 2013年7月28日  | 首尔 |          | 4-3  | 2013年东亚杯                | 1(10)      |
| 2013年9月10日  | 天津 | 马来西亚 | 2-0  | 友谊赛                      | 1(11)      |
| 2014年9月4日   | 鞍山 | 科威特   | 3-1  | 友谊赛                      | 1(12)      |
| 2014年10月10日 | 武汉 | 泰國     | 3-0  | 友谊赛                      | 1(13)      |
| 2014年12月13日 | 郴州 |          | 4-0  | 友谊赛                      | 1          |
| 2014年12月17日 | 清远 |          | 2-0  | 友谊赛                      | 1          |
| 2015年1月3日   | 悉尼 | 阿曼     | 4-1  | 友谊赛                      | 1          |
| 2015年3月27日  | 长沙 | 海地     | 1-1  | 友谊赛                      | 1(14)      |
| 2015年6月16日  | 廷布 | 不丹     | 6-0  | 2018年世界杯亚洲区资格赛    | 3(17)      |
| 2015年11月12日 | 长沙 | 不丹     | 12-0 | 2018年世界杯亚洲区资格赛    | 4(21)      |
| 2016年3月24日  | 武汉 | 馬爾地夫 | 4-0  | 2018年世界杯亚洲区资格赛    | 1(22)      |

## 荣誉

### 俱乐部

#### 辽宁宏运
- 中国足球协会甲级联赛：2009

#### 山东鲁能泰山
- 中国足球协会超级杯：2015

### 国家队

#### 中国国家少年足球队
- 亚足联U16少年锦标赛：2004

#### 中国国家足球队
- 东亚杯：2010